# Jardina
Jardina es un barrio del municipio de San Cristóbal de La Laguna, en la isla de Tenerife —Canarias, España—.
Administrativamente se incluye en la Zona 6 del municipio.

## Características
El barrio de Jardina se sitúa a unos 3,5 kilómetros al nordeste de la capital municipal y a una altitud media de 673 m s. n. m.

## Demografía
| Año        | 2000  | 2001  | 2002  | 2003  | 2004  | 2005  | 2006  | 2007  | 2008  | 2009  | 2010  | 2011  | 2012  | 2013  | 2014  | 2024  |
| ---------- | ----- | ----- | ----- | ----- | ----- | ----- | ----- | ----- | ----- | ----- | ----- | ----- | ----- | ----- | ----- | ----- |
| Habitantes | 1.318 | 1.369 | 1.389 | 1.382 | 1.409 | 1.415 | 1.401 | 1.326 | 1.354 | 1.364 | 1.385 | 1.402 | 1.386 | 1.401 | 1.435 | 1.413 |

## Fiestas
Jardina celebra sus fiestas patronales en la primera quincena de agosto en honor a Nuestra Señora de La Asunción. Además en la última década ha cogido auge la famosa fiesta "De Finados" y de "La Castaña"

## Comunicaciones
Se llega al barrio principalmente a través de la 'Carretera Vía de Ronda TF-13' y del 'Camino de Las Mercedes'. Cuenta también con innumerables senderos, caminos y veredas, los cuales son utilizados por senderistas y caminantes habidos de naturaleza y deporte y que la conectan con los caseríos del Macizo de Anaga y la capital, Santa Cruz, la cual se deja ver entre cortada desde el Mirador de Jardina, ubicado en el Lomo Alto y vértice del pueblo en su confluencia con el Monte de las Mercedes. Desde este Mirador de Jardina, situado al final del pueblo, se puede gozar de unas vistas privilegiadas de casi toda la zona central de la Isla de Tenerife, la cual remata en el horizonte el Volcán del Teide.

### Transporte público
En autobús —guagua— queda conectado mediante las siguientes líneas de TITSA: 
| Línea | Trayecto | Recorrido     |
| ----- | --- | ------------- |
| 204   | Intercambiador - Plza. del Cristo - El Bronco - Lomo Largo - El Rayo - Urb. Aguere - Trinidad - Intercambiador | Horario/Línea |
| 271   | La Laguna - El Camino - Cruz de Álamos - Las Mercedes                                                          | Horario/Línea |